# Appelberg Publishing Group
Appelberg är en svensk kommunikationsbyrå med huvudkontor i Stockholm och kontor i Umeå. Företaget grundades 1989 och har en lång bakgrund inom innehållsmarknadsföring (content marketing), särskilt riktad mot B2B-företag inom teknik, industri, transport och säkerhet.
Appelberg producerar innehåll som stödjer hela kundresan, med tjänster som inkluderar employer branding, varumärkeskommunikation, leadgenerering, produktmarknadsföring, IR- och hållbarhetskommunikation, event, internkommunikation, marketing automation och webbproduktion. Leveranserna sker genom expertis inom strategi, koncept, filmproduktion, copywriting, grafisk form, UX, podd, annonsering och sociala medier.
Byrån arbetar med både kampanjbaserad och kontinuerlig kommunikation, inklusive always on-annonsering, programmatisk annonsering, SEO och annonsering i digitala kanaler. Arbetet bygger på strategisk storytelling och ett redaktionellt arbetssätt med målgruppsanpassade format.
Appelberg har cirka 20 anställda och ett internationellt nätverk av specialister. Bland kunderna finns företag som Scania, Saab, Atlas Copco, SKF, Husqvarna, Prevent och Seco Tools. Byrån är en del av Caybon-koncernen med verksamhet i 14 länder.
Appelberg har under åren vunnit flera branschutmärkelser, däribland Publishingpriset, Guldbladet samt utmärkelser i Swedish Content Awards, Resumés Månadens Content, Content Marketing Awards och FCS Portfolio Awards i USA.